# Троценко Ера Олександрівна
Ера Олександрівна Троценко (нар. 6 червня 1930, Новгород) — українська художниця; член Спілки радянських художників України з 1967 року. Дружина художника Олексія Троценка.

## Біографія
Народилася 6 червня 1930 року в місті Новгороді (нині Великий Новгород, Росія). 1953 року закінчила Харківське державне художнє училище; 1960 року — Харківський художній інститут, де навчалася у Леоніда Чернова.
З 1960 року працювала у Запорізьких художньо-виробничих майстернях. Мешкала у Запоріжжі в будинку на вулиці Перемоги, № 105, квартира № 71. З 1980-х років — у Києві, де мешкала в будинку на Оболонському проспекті, № 2А, квартира № 153 та у будинку на вулиці Олегівській, № 9.

## Творчість
Працювала у галузі станкового живопису, автор жанрових картин, пейзажів. Серед робіт:
- «Весняні гнізда» (1961, у співавторстві з Олексієм Троценком);
- «Моє місто» (1963);
- «Гуцулка» (1966);
- «Паростки» (1967);
- «Весілля» (1969, у співавторстві з Олексієм Троценком);
- «Ми з 20-х» (1975);
- «Куманці» (1984);
- «Олександр Пушкін» (1995).

Брала участь у республіканських виставках з 1961 року, всесоюзних — з 1967 року.